# 유다코겐역
유다코겐역(일본어: ゆだ高原駅)은 일본 이와테현 와가군 니시와가정에 위치한 동일본 여객철도 기타카미 선의 철도역이다. 단선 승강장 1면 1선의 구조를 갖춘 지상역이다.

## 역 주변
- 아키타 자동차도 유다 나들목
- 국도 제107호선

## 역사
- 1948년 12월 25일 : 일본국유철도 요코구로 선 이와테유다역으로서 와가 군 유다 촌에 개업.
- 1987년 4월 1일 : 일본국유철도 분할 민영화에 의해, 동일본 여객철도가 승계.
- 1990년 : 공민관 겸용 역사 완성.
- 1991년 6월 20일 : 유다코겐역으로 개칭.

## 인접 역
| ■ 기타카미 선          | ■ 기타카미 선 | ■ 기타카미 선        |
| ---------------------- | ------------- | -------------------- |
| 홋토유다 기타카미 방면 | ■ 보통        | 구로사와 요코테 방면 |